# Sulpicia minore
Sulpicia, detta Sulpicia minore per distinguerla dall'omonima poetessa del Corpus Tibullianum (... – dopo il 98 d.C.), è stata una poetessa romana.

## Biografia
Sulpicia fu attiva durante il regno di Domiziano (81-96 d.C.) ed è nota principalmente attraverso degli epigrammi di Marziale.
Poco si sa della sua vita: era sposata con un certo Caleno, forse un mecenate dello stesso Marziale, che la cita in due suoi epigrammi lodandone la fedeltà. Uno di questi si suppone essere una consolazione per la morte di Sulpicia, collocandola, quindi, tra il 95 e il 98 d.C., anche se si è anche avanzata l'ipotesi che si tratti di un carme successivo al divorzio tra Sulpicia e Caleno, o anche un carme per celebrare un anniversario.
Dato che Sulpicia è anche il nome di un'altra poetessa romana (giuntaci come appartenente al Corpus Tibullianum), è stato suggerito che si possa trattare di uno pseudonimo.

## Opera
Pare che Sulpicia abbia scritto poesie erotiche o satiriche: ciò fa di lei l'unica donna conosciuta dell'antichità ad essere associata ad un genere comico. Dalle testimonianze sopravvissute, si suppone che scrivesse apertamente del suo desiderio sessuale per suo marito, cosa estremamente insolita tra le poetesse antiche. Tuttavia, Sulpicia ritrae il suo desiderio solo nel contesto del proprio matrimonio, a differenza degli altri poeti d'amore maschili dell'antica Roma.
Due righe del trimetro giambico attribuite a Sulpicia sono citate da uno scoliaste su Giovenale: questi versi sono generalmente accettati come l'unico frammento sopravvissuto della sua poesia. Il manoscritto originale con lo scolio è oggi perduto, ma è citato da Giorgio Valla nella sua edizione di Giovenale del 1486, attribuito a Sulpicius, e fu identificato per la prima volta come frammento di Sulpicia dallo studioso del XVI secolo Pierre Pithou, sulla base della menzione di Calenoː
(Sulpicia)
Sebbene i versi probabilmente provengano da uno dei poemi erotici su Caleno menzionati da Marziale, il testo trasmesso da Valla è incerto e il significato continua a essere dibattuto.

### LaSulpiciae Conquestio
A lungo fu attribuito a Sulpicia un poema in esametri di circa 70 versi sulla cacciata da Roma dei filosofi greci da parte di Domiziano. Il poema ci è giunto attraverso un'antologia degli inizi del V secolo, i cosiddetti Epigrammata Bobiensia, un'antologia conservata nell'abbazia di Bobbio, ora perduta. Il testo, tuttavia, deriva da una trascrizione del manoscritto effettuata alla fine del XV secolo, presente in quattro copie.
Il poema, noto come Sulpiciae Conquestio ("Il lamento di Sulpicia") fu dato alle stampe per la prima volta nel 1498 e la sua attribuzione alla poetessa rimase indiscussa fino alla seconda metà del XIX secolo. Nel 1873 Emil Baehrens fu il primo a ipotizzare che si trattasse invece di un'opera tardoantica. Gli studiosi moderni generalmente ritengono che l'opera non appartenga a Sulpicia e sia stata composta nel IV o V secolo d.C.
L'unica informazione su Sulpicia che la Conquestio aggiunge a quelle trasmesse da Marziale è la menzione di tre poesie da lei scritte in endecasillabi, trimetri giambici e scazonti. Non è chiaro il motivo per cui il poema imitasse Sulpicia, considerato che la poetessa era associata dai contemporanei alla poesia amorosa, piuttosto che alla satira politica (genere cui propriamente appartiene la Conquestio).